# Liste von Persönlichkeiten der Stadt Trient
Diese Liste enthält in Trient geborene Persönlichkeiten sowie solche, die in Trient gewirkt haben, dabei jedoch andernorts geboren wurden. Die Liste erhebt keinen Anspruch auf Vollständigkeit.

## In Trient geborene Persönlichkeiten

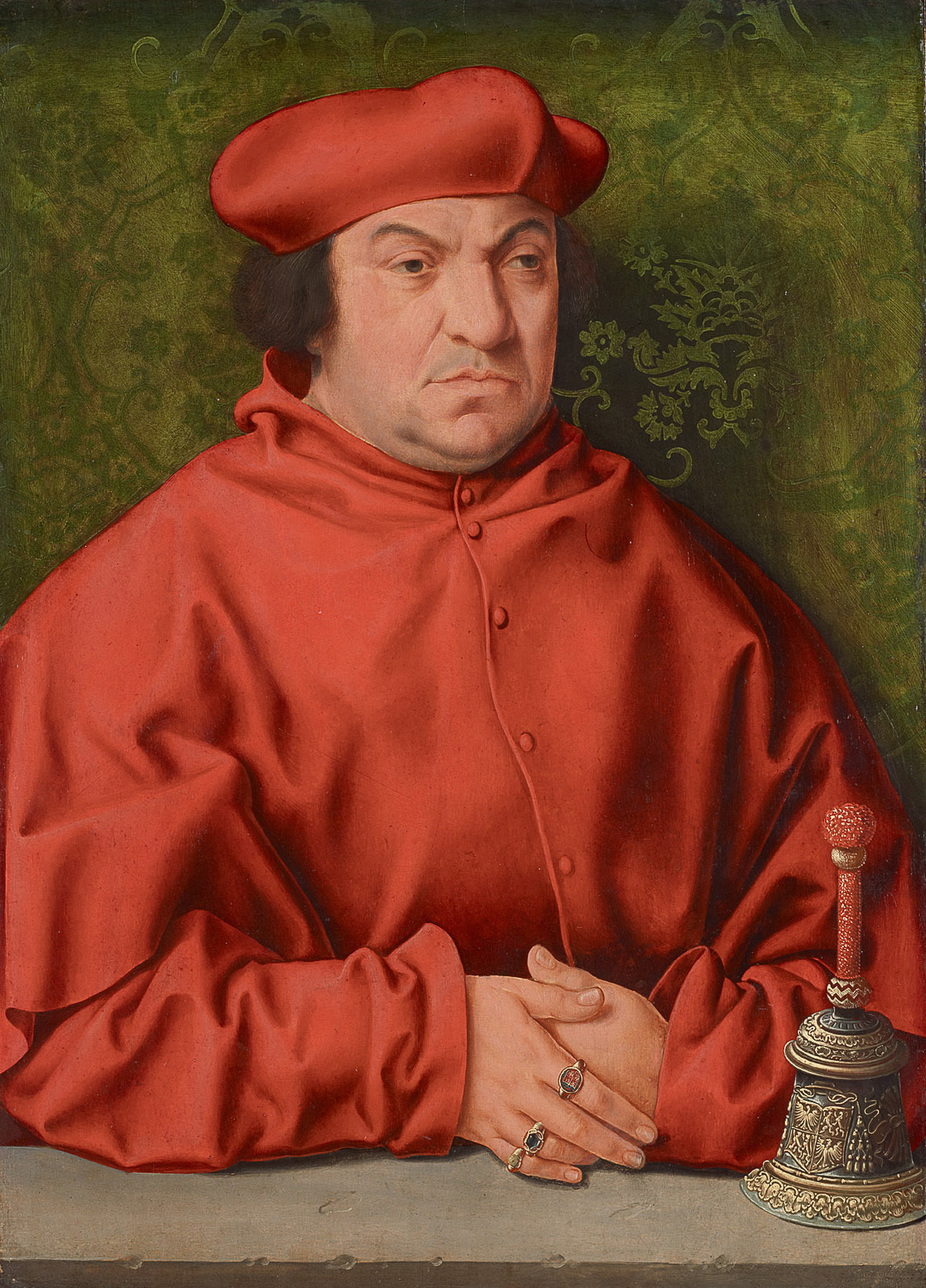
Bernhard von Cles

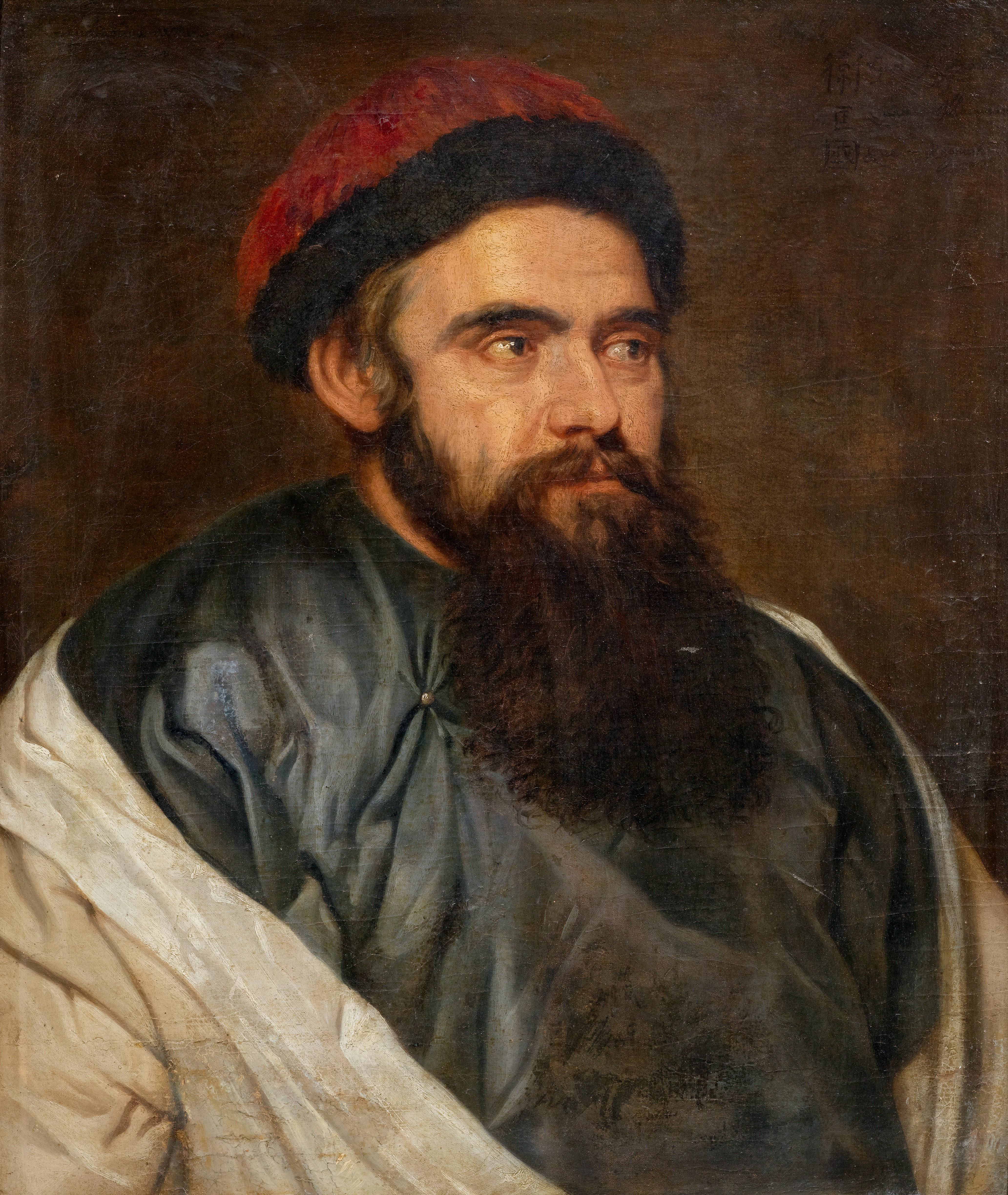
Martino Martini

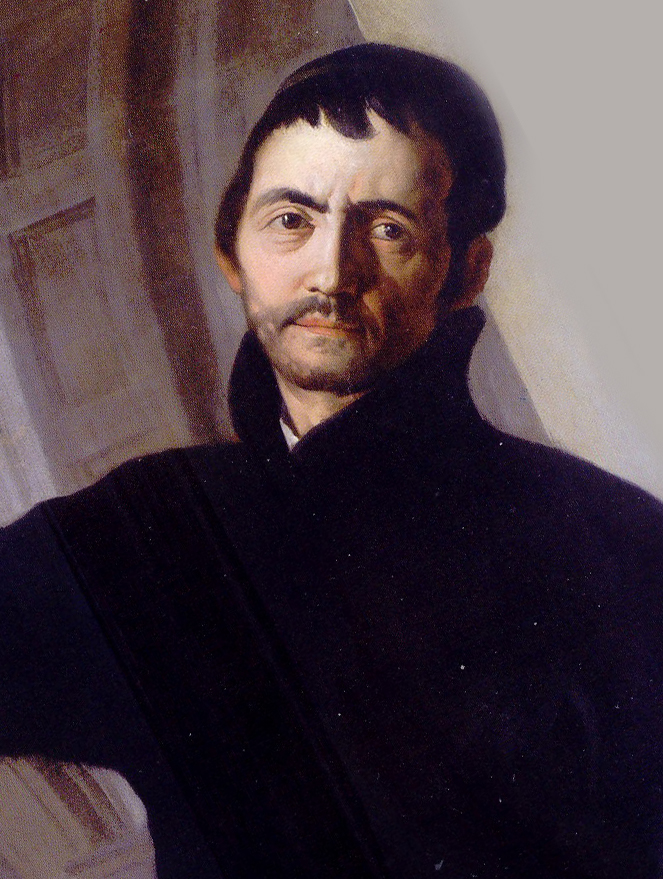
Andrea Pozzo

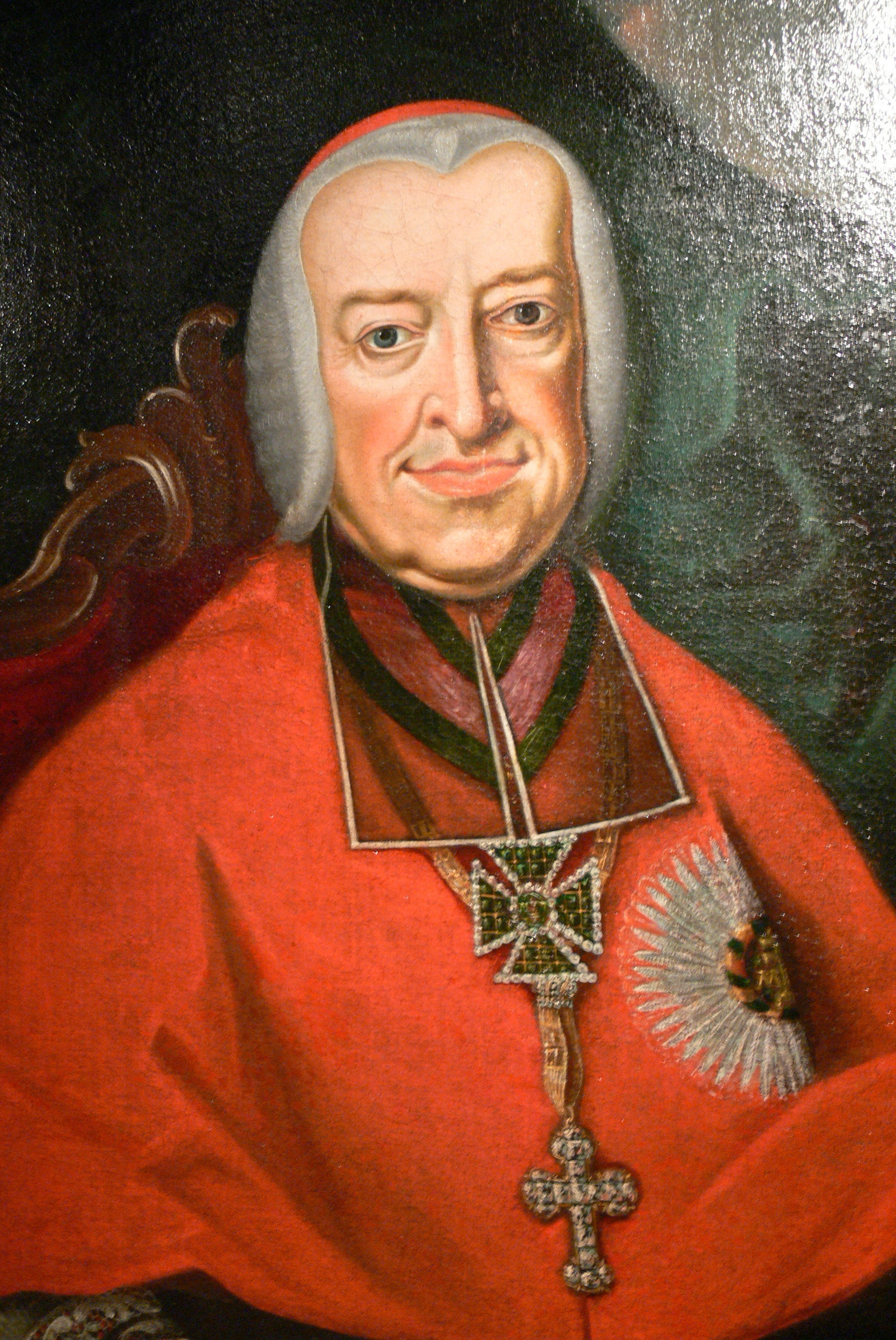
Leopold von Firmian

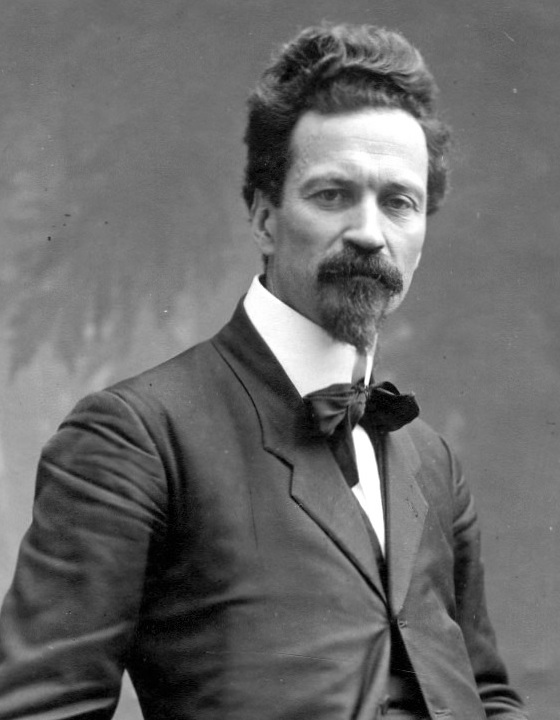
Cesare Battisti

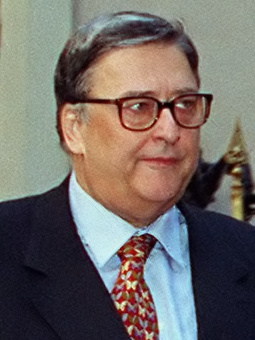
Beniamino Andreatta

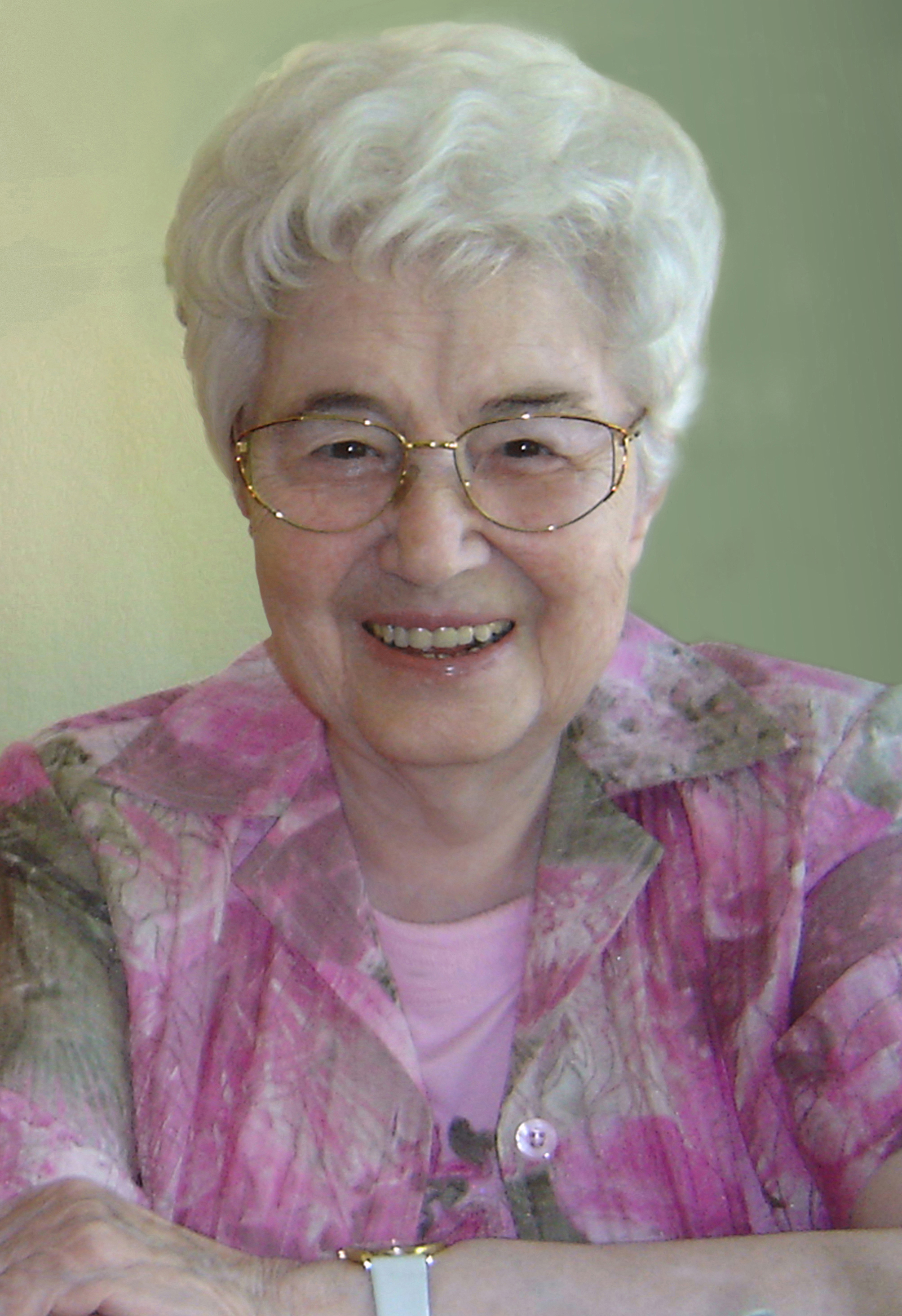
Chiara Lubich

### Bis 1700
- Andrea Briosco (1470–1532), Bildhauer, Goldschmied und Medailleur
- Alessandro Vittoria (1525–1608), Bildhauer
- Giovanni Ludovico Madruzzo (1532–1600), Kardinal
- Nunzio Galizia (vor 1550 – nach 1621), Miniaturmaler
- Hippolyt Guarinoni (1571–1654), Schriftsteller, Gelehrter und Arzt
- Anton Crosini von Bonporto (1581–1663), Fürstbischof von Brixen
- Matthias Gallas (1588–1647), Generalleutnant und Feldzeugmeister im Dreißigjährigen Krieg
- Francesco Alberti di Poja (1610–1689), Fürstbischof von Trient
- Martino Martini (1614–1661), Jesuit, Historiker, Geograph und Kartograph
- Andrea Pozzo (1642–1709), Maler und Architekt
- Anton Dominikus von Wolkenstein-Trostburg (1662–1730), Fürstbischof von Trient
- Francesco Antonio Bonporti (1672–1749), Violinist und Komponist
- Johann Benedikt Gentilotti (1672–1725), Gelehrter und Fürstbischof von Trient
- Dominikus Anton von Thun (1686–1758), Fürstbischof von Trient

### 1701 bis 1800
- Francesco Felice Alberti d’Enno (1701–1762), Fürstbischof von Trient
- Cristoforo Sizzo de Noris (1706–1776), Fürstbischof von Trient
- Leopold Ernst von Firmian (1708–1783), Fürstbischof von Passau
- Joseph Maria von Thun und Hohenstein (1713–1763), Bischof von Gurk und Fürstbischof von Passau
- Virgilius Augustin Maria von Firmian (1714–1788), Bischof und Reichsgraf
- Christoph Anton von Migazzi (1714–1803), Erzbischof der Erzdiözese Wien und Kardinal
- Peter Michael Vigil von Thun und Hohenstein (1724–1800), Fürstbischof von Trient
- Karl Sardagna (1731–1775), Jesuit
- Giambattista Varesco (1735–1805), Musiker, Librettist und Dichter
- Thomas Johann von Thun und Hohenstein (1737–1796), Fürstbischof von Passau
- Emanuel Maria von Thun und Hohenstein (1753–1818), österreichischer Geistlicher
- Andreas Michael Dall’Armi (1765–1842), Kaufmann, Bankier und Offizier
- Stefano Bellesini (1774–1840), seliggesprochener Geistlicher
- Johann Baptist Lampi der Jüngere (1775–1837), Porträtmaler

### 1801 bis 1900
- Agostino Perini (1802–1878), Naturkundler, Heimatforscher, Autor und Verleger
- Tommaso Gar (1808–1871), Bibliothekar und Archivar, Streiter gegen die österreichische Herrschaft in Italien
- Giovanni a Prato (1812–1883), Theologe und Politiker
- Daniel Fenner von Fenneberg (1820–1863), Revolutionär und Schriftsteller
- Bartholomäus von Carneri (1821–1909), Politiker, Dichter und Philosoph
- Johann Baptist Ceschi a Santa Croce (1827–1905), Großmeister des Malteserordens
- Hugo von Goldegg (1829–1904), Tiroler Politiker und Heraldiker
- Vigilio Inama (1835–1912), Philologe und Historiker
- Ernest von Koerber (1850–1919), österreichischer Politiker und Ministerpräsident
- Galeas von Thun und Hohenstein (1850–1931), Großmeister des Malteserordens
- Ilario Carposio (1852–1921), Fotograf
- Giuseppe Mor (1853–1923), Schriftsteller
- Giacomo Salvadori (1858–1937), Architekt, Bildhauer und Maler
- Marco Anzoletti (1867–1929), Komponist und Geiger
- Artur Nikodem (1870–1940), Maler
- Cesare Battisti (1875–1916), Geograph und Politiker
- Luigi Pigarelli (1875–1964), Jurist und Pianist
- Giuseppe Placido Nicolini (1877–1973), Geistlicher
- Ida Dalser (1880–1937), erste Ehefrau von Benito Mussolini
- Carlo Battisti (1882–1977), Romanist, Toponomastiker und Politiker
- Albert Defant (1884–1974), Meteorologe und Ozeanograph
- Adolf Mahr (1887–1951), Archäologe und in den 1930er Jahren Direktor des Irischen Nationalmuseums
- Rudolf Posch (1887–1948), Priester und Journalist
- Vittorio Bertoldi (1888–1953), Romanist und Linguist
- Bernhard Jülg (1888–1975), Schriftsteller
- Eduard Reut-Nicolussi (1888–1958), Jurist und Politiker
- Hans Kofler (1896–1947), Arabist und Semitist
- Richard Kaaserer (1896–1947), SS-Ober- und Polizeiführer
- Ernesto Sestan (1898–1986), Historiker

### 1901 bis 1950
- Adolph Giesl-Gieslingen (1903–1992), österreichischer Lokomotivkonstrukteur und Techniker
- Renzo Videsott (1904–1974), Veterinärmediziner, Alpinist und Naturschützer
- Hans Vonmetz (1905–1975), Maler und Bildhauer
- Egon Lendl (1906–1989), Geograph
- Nicolò Rasmo (1909–1986), Kunsthistoriker und Denkmalpfleger
- Bruno Detassis (1910–2008), Bergsteiger
- Ernst Chlan (1912–1992), österreichischer Jurist, SS-Sturmbannführer sowie Chefreiseleiter der TUI auf der Insel Mallorca
- Markus von Lutterotti (1913–2010), Mediziner und Pionier der Hospizbewegung
- Martino Aichner (1918–1994), Pilot und Unternehmer
- Chiara Lubich (1920–2008), Gründerin der Fokolarbewegung
- Bruno Cetto (1921–1991), Mykologe und Autor
- Alcide Berloffa (1922–2011), Politiker
- Luigi Mengoni (1922–2001), Jurist
- Giorgio Moser (1923–2004), Dokumentarfilmer, Filmregisseur und Drehbuchautor
- Bruno Fait (1924–2000), Leichtathlet
- Mauro Morassi (1925–1966), Filmregisseur
- Edda Albertini (1926–1998), Schauspielerin
- Bruno Mezzena (1927–2017), Pianist und Komponist
- Beniamino Andreatta (1928–2007), Ökonom und Politiker
- Cesare Maestri (1929–2021), Bergsteiger und Alpinschriftsteller
- Mario Borzaga (1932–1960), Geistlicher
- Bruna Corrà (* 1933), Schauspielerin
- Mario Bampi (* 1938), Radrennfahrer
- Adriano Tomasi Travaglia (* 1939), Bischof von Lima
- Gianni Bazzanella (* 1940), Politiker
- Silvana Collodo (* 1940), Mittelalterhistorikerin
- Claudio Michelotto (1942–2025), Radrennfahrer
- Giovanni Risatti (1942–2003), römisch-katholischer Geistlicher, Bischof von Macapá in Brasilien
- Carlo Andreotti (* 1943), Politiker und Journalist
- Margherita Cagol (1945–1975), linksextremistische Terroristin und leitendes Mitglied der Roten Brigaden
- Renzo Cramerotti (* 1947), Speerwerfer
- Cesare Montecucco (* 1947), Chemiker, Biologe und Pathologe
- Diego Mosna (* 1948), Unternehmer, Sportfunktionär und Politiker

### 1951 bis 1980
- Luisa Fiedler (* 1952), Politikerin
- Maurizio Bach (* 1953), Soziologe
- Siegfried Brugger (* 1953), Rechtsanwalt und Politiker
- Mariano Scartezzini (* 1954), Leichtathlet
- Marco Varner (* 1954), Komponist und Musikpädagoge
- Marcello Guarducci (* 1956), Schwimmer
- Michele Nicoletti (* 1956), Politiker (Partito Democratico) und Wissenschaftler
- Alberto Pacher (* 1956), Politiker
- Lorenzo Dellai (* 1959), Politiker
- Carlo Galante (* 1959), Komponist und Dozent
- Rolando Maran (* 1963), Fußballspieler und -trainer
- Francesco Patton OFM (* 1963 in Vigo Meano), Franziskanerpater und seit 2016 Kustos des Heiligen Landes
- Roberta Gottardi (* 1964), Klarinettistin
- Francesca Neri (* 1964), Schauspielerin und Produzentin
- Maurizio De Jorio (* 1967), Eurobeat-Künstler
- Roberto Sighel (* 1967), Eisschnellläufer
- Lorenzo Bernardi (* 1968), Volleyballspieler und -trainer
- Angelo Weiss (* 1969), Skirennläufer
- Mariano Piccoli (* 1970), Radrennfahrer
- Cristina Paluselli (* 1973), Skilangläuferin
- Stefano Poda (* 1973), Opernregisseur
- Ermanno Ioriatti (* 1975), Eisschnellläufer
- Mauro Trentini (* 1975), Radrennfahrer
- Andrea Carpano (* 1976), Eishockeyspieler
- Leonardo Bertagnolli (* 1978), Radrennfahrer
- Stefano Leonardi (* 1978), Jazz- und Improvisationsmusiker
- Loris Frasnelli (* 1979), Skilangläufer
- Alessandro Degasperi (* 1980), Triathlet
- Andrea Stoppini (* 1980), Tennisspieler

### 1981 bis 1990
- Yuri Floriani (* 1981), Leichtathlet
- Andrea Pallaoro (* 1982), Filmemacher
- Matteo Anesi (* 1984), Eisschnellläufer
- Maurizio Girardini (* 1984), Radrennfahrer
- Leonardo Moser (* 1984), Radrennfahrer
- Derik Zampedri (* 1985), Radrennfahrer
- Francesca Dallapè (* 1986), Wasserspringerin
- Luca Lechthaler (* 1986), Basketballspieler
- Stefano Marchetti (* 1986), Eishockeyspieler
- Andrea Ambrosi (* 1987), Eishockeyspieler
- Claudia Andreatti (* 1987), Moderatorin und Miss Italien 2006
- Daniel Oss (* 1987), Radrennfahrer
- Silvano Chesani (* 1988), Hochspringer
- Patrick Facchini (* 1988), Radrennfahrer
- Mirko Bortolotti (* 1990), Autorennfahrer
- Eleonora Farina (* 1990), Mountainbikerin
- Moreno Moser (* 1990), Radrennfahrer

### Ab 1991
- Andrea Pilzer (* 1991), Curler
- Katia Fellin (* 1992), Schauspielerin
- Irene Baldessari (* 1993), Mittelstreckenläuferin
- Daniele Ferrazza (* 1993), Curler
- Andrea Giovannini (* 1993), Eisschnellläufer
- Gianluca Pozzatti (* 1993), Triathlet
- Michele Marchetti (* 1994), Eishockeyspieler
- Angelica Moratelli (* 1994), Tennisspielerin
- Gianni Moscon (* 1994), Radrennfahrer
- Amos Mosaner (* 1995), Curler
- Deborah Chiesa (* 1996), Tennisspielerin
- Arianna Sighel (* 1996), Shorttrackerin
- Nicola Conci (* 1997), Radrennfahrer
- Ludovico Fossali (* 1997), Sportkletterer
- Laura Pirovano (* 1997), Skirennläuferin
- Samuele Rivi (* 1998), Radrennfahrer
- Pietro Sighel (* 1999), Shorttracker
- Simone Deromedis (* 2000), Freestyle-Skier
- Marco Mengon (* 2000), Handballspieler
- Simone Mengon (* 2000), Handballspieler
- Chiara Betti (* 2002), Shorttrackerin
- Lara Naki Gutmann (* 2002), Eiskunstläuferin
- Thomas Nadalini (* 2002), Shorttracker

## Berühmte Einwohner von Trient
- Vigilius von Trient (um 355–405), Bischof und Märtyrer
- Adamo d’Arogno (?–um 1236), Baumeister
- Friedrich von Wangen (um 1175–1218), Fürstbischof von Trient
- Rodolfo Belenzani (1372–1409), Adeliger und Revolutionär
- Johannes Hinderbach (1418–1486), Fürstbischof von Trient
- Bernhard von Cles (1485–1539), Fürstbischof von Trient
- Lucio di Spazzi, (?–um 1550), Architekt und Hofbaumeister
- Pietro Andrea Mattioli (1501–1578), Arzt und Botaniker
- Cristoforo Madruzzo (1512–1578), Fürstbischof von Trient
- Johann Nepomuk von Tschiderer (1777–1860), Fürstbischof von Trient
- Andrea Malfatti (1832–1917), Bildhauer
- Giacomo Bresadola (1847–1929), Geistlicher und Mykologe
- Natale Tommasi (1853–1923), Architekt, Denkmalpfleger und Restaurator
- Luigi Bonazza (1877–1965), Maler
- Giuseppe Gerola (1877–1938), Kunsthistoriker, Archäologe und Denkmalpfleger
- Giovanni Battista Trener (1877–1954), Geologe
- Laurence Feininger (1909–1976), deutsch-italienischer Musikwissenschaftler und römisch-katholischer Priester
- Andrea Mascagni (1917–2004), Musiker und Politiker
- Aldo Gorfer (1921–1996), Journalist, Schriftsteller und Historiker
- Bruno Kessler (1924–1991), Politiker
- Paolo Prodi (1932–2016), Historiker
- Renato Curcio (* 1941), Ex-Terrorist, Autor und früherer Anführer der Roten Brigaden
- Mauro Politi (* 1944), Jurist und Diplomat
- Michele Nicoletti (* 1956), Wissenschaftler und Politiker